# Parlamentswahl in Sierra Leone 1951
Die Parlamentswahl in Sierra Leone 1951 fand im November 1951 in Sierra Leone statt.

## Wahlsystem
Auf Grundlage der Verfassung aus dem Jahr 1947 wurde der Legislative Council, das Parlament der Britischen Kronkolonie Sierra Leone auf 35 Mitglieder erweitert. Diese Mitglieder setzten sich aus sieben Regierungsbeamten, sieben Europäern, 14 Einheimischen bestimmt durch Kommunalwahlen und sieben Einheimischen, die direkt gewählt wurden, zusammen. Damit hatten Einheimische erstmals die Mehrheit der Sitze in der Kolonie.
Es gab etwa 5000 registrierte Wahlberechtigte.

## Ergebnis
- NCSL: 3
- SLPP: 2
- Unabh.: 2
- Beamte: 7
- Europäer: 7
- Einheimische: 14

The National Council (NCSL) gewann drei der sieben zu wählenden Sitze, gefolgt von der Sierra Leone People’s Party (SLPP) mit zwei Sitzen. Die SLPP wurde von den indirekten gewählten und bestimmten Mitgliedern der Kronkolonie unterstützt.
Landesweit wurden 3276 Stimmen abgegeben, wovon 2438 auf Freetown entfielen. Die restlichen 838 Stimmen wurden in zwei Wahlbezirken abgegeben. Die Wahlbeteiligung lag somit bei etwa 65 Prozent.
| Partei                 | Stimmen | Sitze |
| ---------------------- | ------- | ----- |
| NCSL                   |         | 3     |
| SLPP                   |         | 2     |
| Unabhängige Kandidaten |         | 2     |
| GESAMT                 | 3276    | 7     |